# We’re from America
«We’re from America» (с англ. — «Мы из Америки») — песня из седьмого альбома американской рок-группы Marilyn Manson The High End of Low. Название песни было обнародовано 18 марта 2009 года в журнале Kerrang. Песню бесплатно выпустили 27 марта в формате MP3 на официально сайте MarilynManson.com. На ITunes и Amazon песня вышла 7 апреля 2009 года.

## Список композиций
Автор слов: Мэрилин Мэнсон; авторы музыки: Твигги Рамирес, Крис Вренна.
| №  | Название                                      | Длительность |
| -- | --------------------------------------------- | ------------ |
| 1. | «We're from America»                          | 5:04         |
| 2. | «Four Rusted Horses (Opening Titles Version)» | 5:02         |

## Позиция в чартах
| Чарт (2009)                    | Наивысшая позиция |
| ------------------------------ | ----------------- |
| US Billboard Hot Singles Sales | 3                 |